# 江苏省立师范学校
江苏省立师范学校是指民国初期，江苏省政府建立的省立师范学校：
- 江苏省立第一师范学校，现为江苏省苏州中学
- 江苏省立第二师范学校，现为上海市上海中学
- 江苏省立第三师范学校，现为无锡高等师范学校
- 江苏省立第四师范学校，现为南京市宁海中学
- 江苏省立第五师范学校，并入江苏省扬州中学
- 江苏省立第六师范学校，现为江苏省淮阴中学
- 江苏省立第七师范学校，并入徐州市第一中学
- 江苏省代用师范学校，现为南通高等师范学校
- 江苏省立第一女子师范学校，现为南京市中华中学
- 江苏省立第二女子师范学校，现为江苏省新苏师范学校（位于苏州）
- 江蘇省立第三女子師範學校，併入江蘇師範大學